# 사하 이온화 방정식
사하 이온화 방정식은 Saha-Langmuir 방정식으로도 알려져 있는, 사하 이온화 방정식은 인도의 천체물리학자 사하에 의해서 개발되었다. 이 방정식의 중요한 응용은 별들의 스펙트럼의 분류에 있다. 이 방정식은 양자 역학과 통계 역학의 아이디어를 합친 결과이다.
충분히 높은 온도의 가스에서 원자들이 열적으로 충돌하게 되면 몇몇 원자들은 이온화 될 것이다. 보통 튄 전자 하나 또는 그이상의 원자 핵 주위 궤도의 전자는 그 원자로부터 쫓거나고 중성원자와 원자의 이온화된 가스를 형성할 것이다. 물질의 이 상태를 플라즈마라고 부른다. 사하 방정식은 온도, 밀도, 그리고 그 원자의 이온화 에너지로서 이 플라즈마의 이온화 정도를 설명한다.
원자의 종 중에서 구성된 가스에 대하여 사하 방정식은 다음과 같이 쓸 수 있다.
{\displaystyle {\frac {n_{i+1}n_{e}}{n_{i}}}={\frac {2}{\Lambda ^{3}}}{\frac {g_{i+1}}{g_{i}}}\exp \left[-{\frac {(\epsilon _{i+1}-\epsilon _{i})}{k_{B}T}}\right]}
여기서
{\displaystyle n_{i}}는 이온화된 i번째 원자의 밀도이고, i전자는 제거된다.
{\displaystyle g_{i}}는 i이온 상태의 축퇴이다.
{\displaystyle \epsilon _{i}}는 중성원자로부터 i전자가 제거되기 위해 요구되는 에너지이다.
{\displaystyle n_{e}}는 전자 밀도
{\displaystyle \Lambda }는 전자의 열적 드브로이파장이다.
{\displaystyle \Lambda \ {\stackrel {\mathrm {def} }{=}}\ {\sqrt {\frac {h^{2}}{2\pi m_{e}k_{B}T}}}}
여기서
{\displaystyle m_{e}}는 전자의 질량
{\displaystyle T}는 가스의 온도
{\displaystyle k_{B}}는 볼츠만 상수
{\displaystyle h}는 플랑크 상수
이온화된 첫 번째 레벨의 경우, 우리는 {\displaystyle n_{1}}={\displaystyle n_{e}}와 총 밀도 {\displaystyle n}={\displaystyle n_{0}+n_{1}}로 정의되고 사하방정식을 간단히 하면.
{\displaystyle {\frac {n_{e}^{2}}{n-n_{e}}}={\frac {2}{\Lambda ^{3}}}{\frac {g_{1}}{g_{0}}}\exp \left[{\frac {-\epsilon }{k_{B}T}}\right]}
여기서 {\displaystyle \epsilon }은 이온화되는 에너지이다.
사하 방정식은 다른 두 이온화 정도로 입자 밀도의 비율을 결정하는데 유용하게 사용된다.
{\displaystyle {\frac {Z_{i}}{N_{i}}}={\frac {Z_{i+1}Z_{e}}{N_{i+1}N_{e}}}}